# شین اوپ
شین اوپ (به هلندی: Schin op Geul) یک منطقهٔ مسکونی در هلند است که در فالکن‌بورخ ان‌ده خئول واقع شده‌است. شین اوپ ۱٬۶۸۰ نفر جمعیت دارد.